# Ranica
Ranica [ˈraːnika] (Ranga [ˈɾaŋɡa], La Rànga [laˈɾaŋɡa], Laranga [laˈɾaŋɡa], o Ràniga [ˈɾaniɡa] in dialetto bergamasco, Larianica in latino medievale) è un comune italiano di 5 901 abitanti della provincia di Bergamo in Lombardia. Situato sulla destra orografica del fiume Serio, dista circa 3 chilometri dal capoluogo orobico. Fa parte della Comunità montana della Valle Seriana.

## Geografia fisica

### Territorio

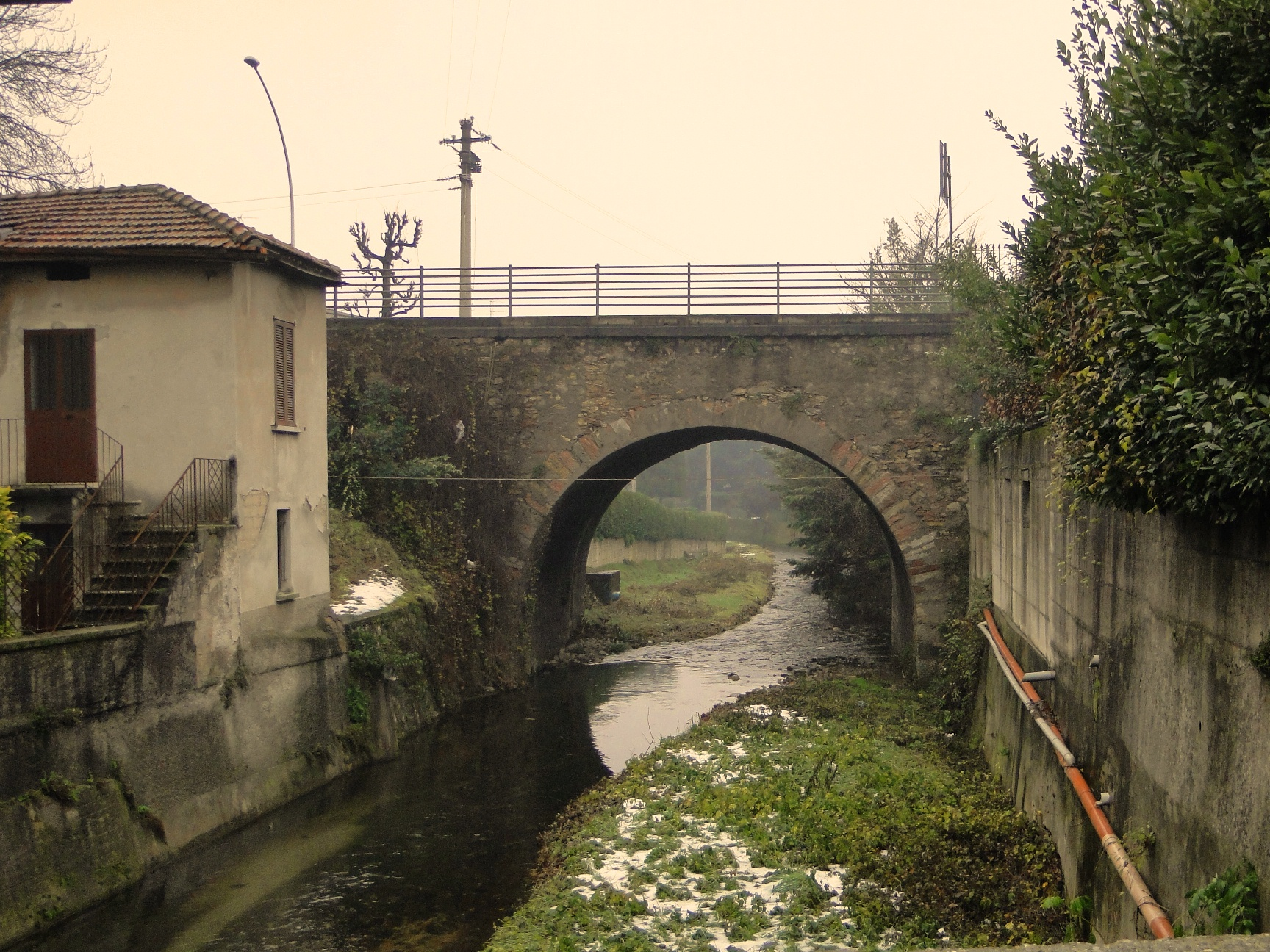
Il torrente Nesa, confine tra Ranica ed Alzano Lombardo

Il territorio comunale di Ranica è interamente situato sulla destra orografica della val Seriana, ad un'altezza compresa tra i 260 del fondovalle ed i 726 m s.l.m. del Colle di Ranica, principale rilievo del comune nonché propaggine del colle Maresana.
Territorialmente è delimitato a Nord dal comune di Ponteranica mediante la linea che include la parte sommitale del colle di Ranica e la parte più a monte della piccola Val Rossa, posta tra i monti Zuccone e Solino, frontalmente al borgo di Olera. È invece il corso del fiume Serio che lo divide a Sud dal comune di Gorle ed a Sud-Est da quelli di Villa di Serio e Scanzorosciate, mentre ad Ovest confina con Torre Boldone, con cui nel tratto più a valle condivide il corso del torrente Gardellone. Infine è diviso ad Est e Nord-Est da Nese, frazione di Alzano Lombardo, mediante la parte finale del torrente Nesa, fino allo sbocco di quest'ultimo nel Serio.
Il nucleo abitativo risulta essere ormai fuso con soluzione di continuità con i limitrofi paesi posti lungo l'asta del Serio, in quella che viene ormai definita come una città allungata che si protrae da Bergamo fino ad Albino. In ogni caso numerose sono le contrade e le località che, storicamente e geograficamente, compongono Ranica: si va dalle collinari "Botta", "Bergamina", "Ripa" e "Valledonata", a "Chignola Alta" e "Chignola Bassa", poste sul confine con Torre Boldone, a "Borgosale" attigua al corso del Nesa, oltre alle centrali "Chiesa" e "Castello". Separate dal corso della vecchia strada provinciale della valle Seriana, si trovano "Viandasso" e "La Patta", situate nella piana alluvionale del fiume Serio vicino al confine con Gorle e Torre Boldone.

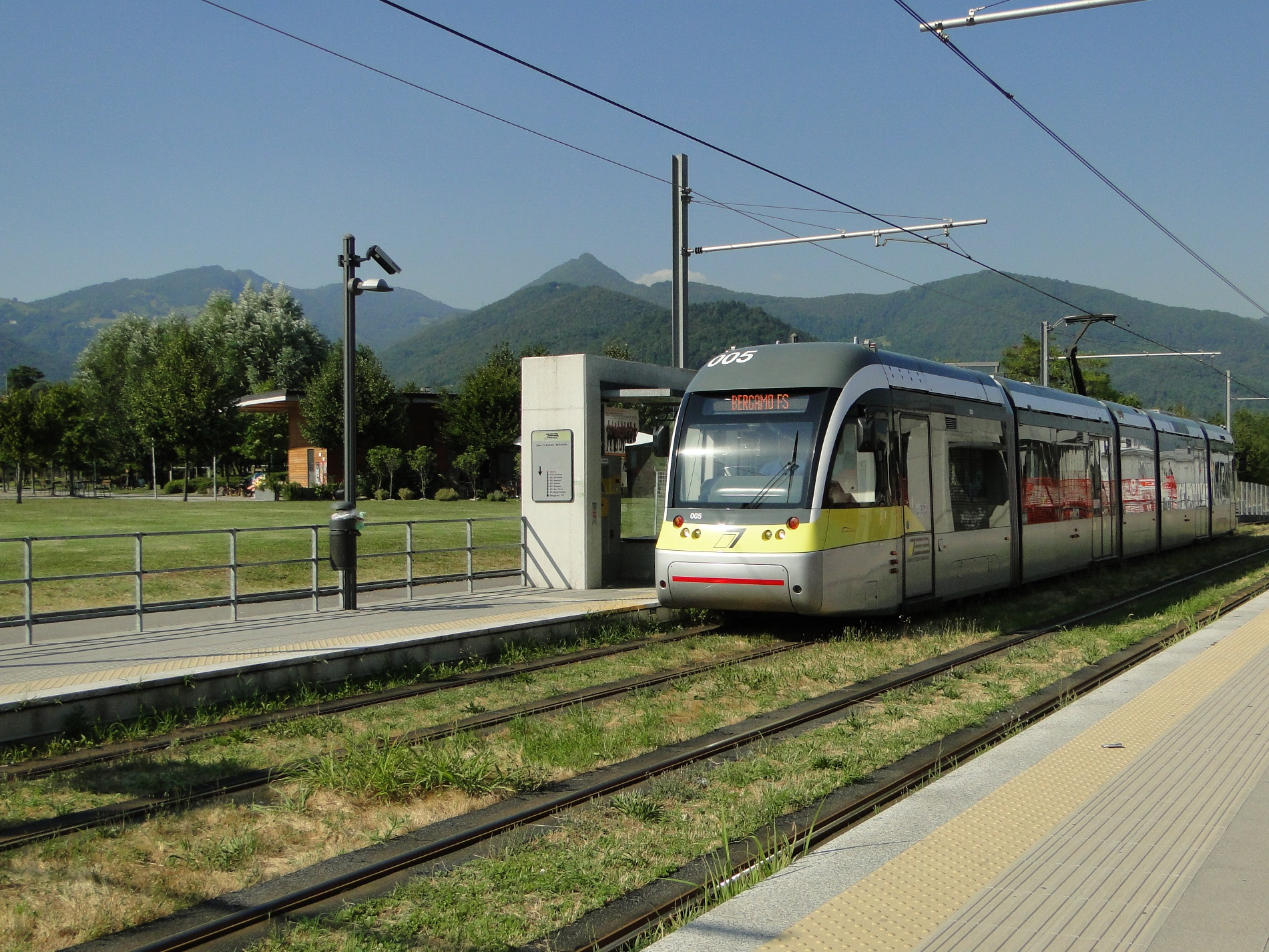
La fermata della linea tranviaria

Per ciò che concerne la viabilità, oltre rete stradale ordinaria ed alla suddetta vecchia provinciale, vi sono la S.P.35, arteria di scorrimento della valle, e la tranvia Bergamo-Albino, una linea metro tranviaria che collega il paese con la città di Bergamo. Inaugurata nel 2009, ha permesso di decongestionare le strade della zona.

Per ciò che concerne l'idrografia, oltre al fiume Serio, numerosi sono i corsi d'acqua che attraversano il territorio comunale. Quello con portata maggiore è il Gardellone, affluente del Serio da destra, che si sviluppa nell'omonima valle e che raccoglie le acque di numerosi piccoli rivoli composti dalle acque in eccesso provenienti dai colli circostanti. Discreta rilevanza ricopre anche il Nesa, che transita in Ranica solo nel suo tratto finale, dove funge da confine con Alzano.
Notevole importanza è invece attribuibile a due canali artificiali, la roggia Morlana e la roggia Serio Grande, che molto hanno aiutato lo sviluppo agricolo ed industriale del territorio. Costruite nel periodo compreso tra il XII ed il XIII secolo, nascono dalle vasche di carico poste nella porzione meridionale di Albino.
Già in epoca medievale ricoprivano un ruolo fondamentale per i possedimenti del comune di Bergamo presso le campagne della pianura bergamasca, importanza che crebbe nel XIX secolo con l'espansione industriale. Fino alla seconda metà del XX secolo erano presenti anche le rogge Guidana e Vescovada, il cui tragitto venne successivamente modificato rendendole dipendente dalla roggia Morlana.

## Origini del nome

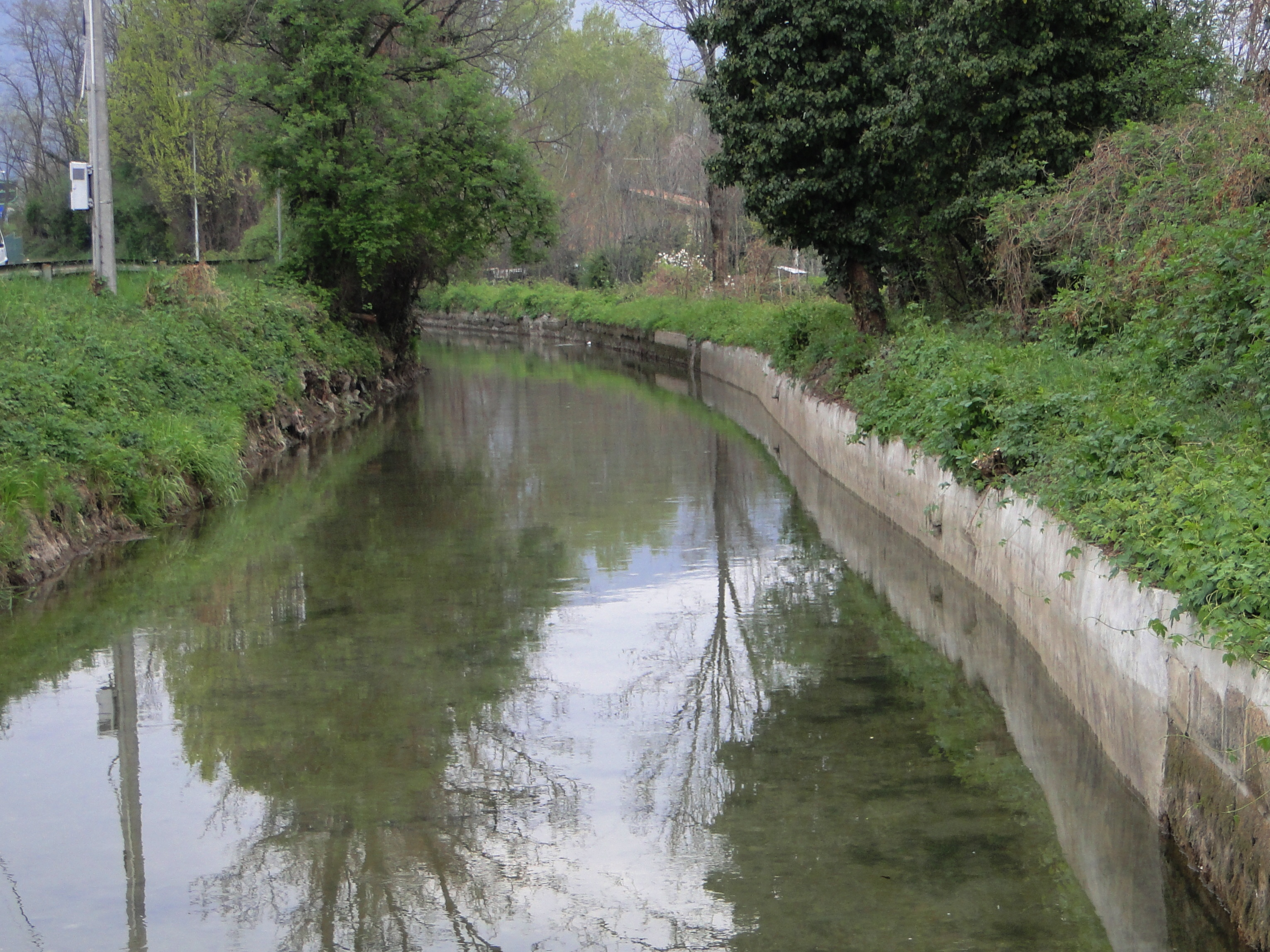
La roggia Morlana presso la località La Patta

Numerose sono le teorie legate all'origine del toponimo. La più accreditata è quella che lo vorrebbe far derivare dal lemma di origine celtica Lar ("capo" o "comandante") ed al suo aggettivo derivato Laran, ovvero "qualcosa di proprietà del capo". L'area identificata come "Laran", appartenente quindi ad una personalità di rilievo (fors'anche al sovrano), si estendeva dai torrenti Nesa fino al Morla, includendo di fatto tutta la zona collinare che ha il suo epicentro nel colle di Ranica. Da questa voce pre-romana, risalente al periodo gallico-etrusco, si arrivò ad una latinizzazione del nome, che venne quindi traslato in Larianica. Per secoli la dicitura rimase sostanzialmente invariata (si arrivò a Laranica), tanto che anche attualmente in dialetto bergamasco è consuetudine utilizzare il termine La Ranga, nome riportato anche su una cartina geografica del XVI secolo dipinta in una galleria dei Musei Vaticani. A tal riguardo anche il vicino comune di Ponteranica può dare preziose indicazioni, in quanto derivante da Post-Laranica, ovvero "territorio situato al di là della zona denominata Laranica".
Nei secoli seguenti al Medioevo vi fu una notevole alternanza tra l'utilizzo di Laranica con quello di La Ranica, finché un decreto attuato dal neonato Regno d'Italia, fissò il nome eliminando in modo definitivo
il prefisso-articolo, che rimase solamente nella lingua parlata.
Pochi riscontri paiono avere invece le teorie perorate da Dante Olivieri e da Elia Fornoni, che vedrebbero legato il nome del paese nel primo caso al gentilizio latino Hilarius e quindi Hilarianica ("terra di Hilarius"), mentre nel secondo dal nome nobiliare celtico Larius, da cui poi sarebbe derivato Larianica, ovvero "possedimento della famiglia di Larius".
Priva di fondamento è anche l'opinione che vorrebbe collegare il toponimo a Lariana, ovvero un bosco o una selva che avrebbe ricoperto queste zone millenni or sono.

## Storia

### Dalla preistoria alla dominazione romana
I più antichi reperti rinvenuti sul territorio riconducono all'età preistorica: tra questi si segnalano resti legati allo sfruttamento ed alla lavorazione della selce, che dovrebbero risalire ad un periodo compreso tra il neolitico e l'antica età del bronzo, con una notevole intensificazione dello sfruttamento nell'età del rame (circa 3.000 a.C.). Tuttavia è probabile che queste zone furono frequentate già dal Paleolitico, considerati i ritrovamenti effettuati nei paesi vicini. 

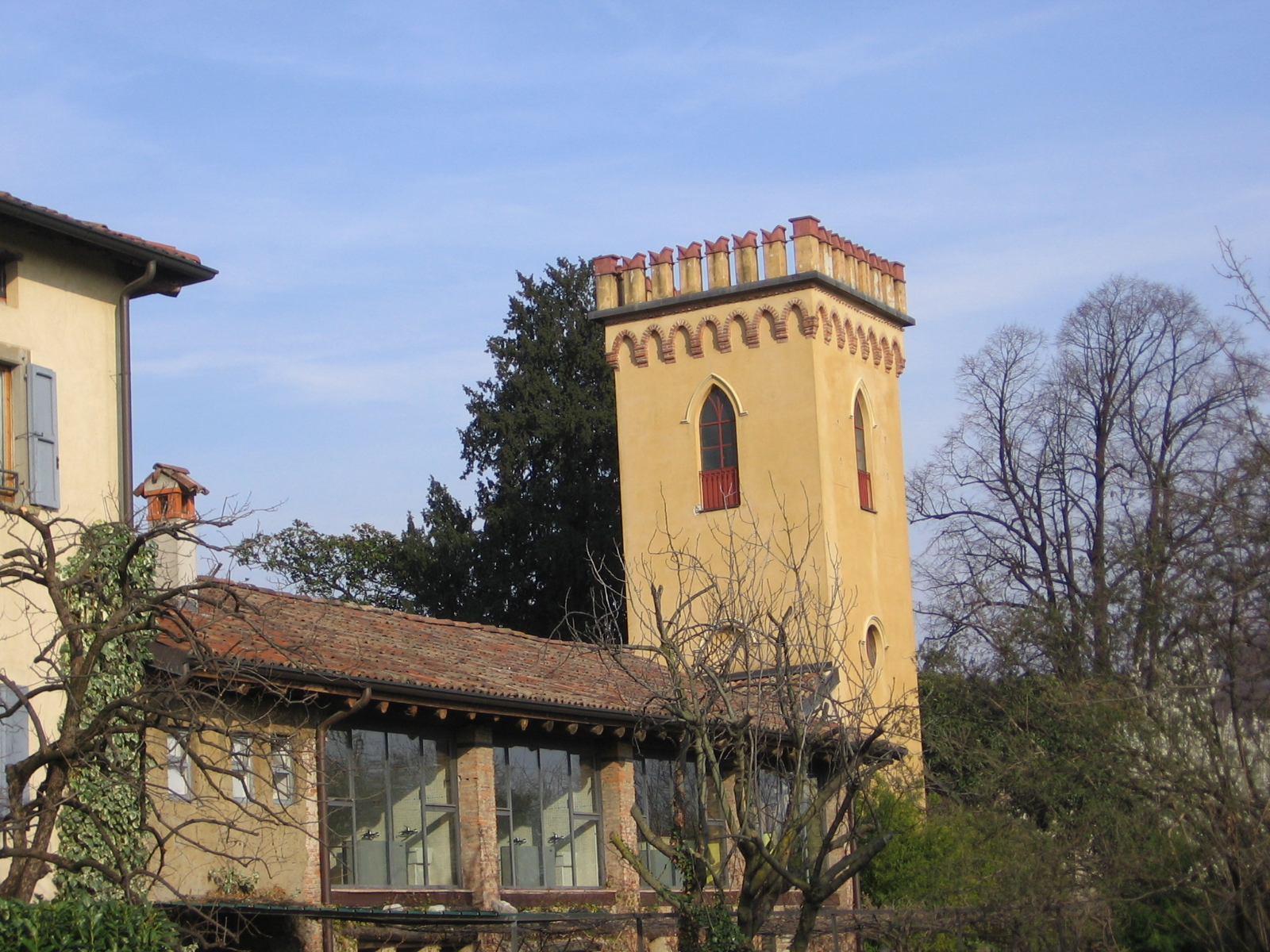
La torre di Viandasso, antico presidio in tempo romano

Si trattava in ogni caso di insediamenti sporadici, tanto che il livello di antropizzazione rimase molto basso per parecchi secoli: i primi stanziamenti fissi di una certa consistenza risalirebbero invece al VI secolo a.C., quando in quest'area si stabilirono gli Orobi, popolazione di origine ligure dedita alla pastorizia, a cui si aggiunsero ed integrarono, a partire dal V secolo a.C., le popolazioni di ceppo celtico, tra cui i Galli Cenomani. A tal riguardo interessante è la scoperta, effettuata nel 1897 nei pressi del guado del fiume Serio presso Viandasso, di una tomba risalente al II secolo a.C., nella quale erano conservati anche alcuni suppellettili.
Tuttavia la prima vera e propria opera di urbanizzazione fu opera dei Romani, che conquistarono la zona e la sottoposero a centuriazione, ovvero ad una suddivisione dei terreni a più proprietari, a partire dal I secolo d.C.. Questa prevedeva un vicus Larianum nel territorio compreso tra i torrenti Nesa e Gardellone (corso d'acqua che aveva un tracciato differente dall'attuale) e delimitato dalla linea compresa tra Marzanica (nell'attuale comune di Torre Boldone) e Blandatium (l'attuale Viandasso). 
Questa opera assegnò appezzamenti più o meno vasti a coloni e veterani di guerra, di origine o acquisizione romana, i quali bonificarono i terreni al fine di poterli sfruttare per coltivazioni agricole ed allevamento di bestiame. Di tale epoca numerosi sono le testimonianze ed i reperti, rinvenuti presso le località Ripa, Castello e Viandasso: a tal riguardo emblematica è la situazione venutasi a creare verso la metà del XIX secolo, quando nei numerosi scavi edilizi ed agricoli era solito trovare cose antiche, tanto che i muratori e gli agricoltori del tempo avevano trovato nel canonico Bernardino Gritti Morlacchi un referente a cui consegnare il materiale. Tra queste, notevole importanza ricoprono le cosiddette lucerne di Ranica, considerate uniche nel loro genere, ma anche un balsamario, un poppatoio ed utensili da cucina, collocabili tra il I ed il II secolo d.C. e custoditi presso il Museo Civico Archeologico di Bergamo.
Numerosi gli interventi strutturali effettuati dai colonizzatori romani: in primis la costruzione della strada della val Seriana denominata via Rubra, poi l'insediamento di un presidio militare, presso Viandasso (ai tempi Blandatium), utilizzato come controllo sulla via stessa e sul guado sul fiume Serio, ed infine la tracciatura di un canale artificiale utilizzabile per fini agricoli, ampliato nei secoli seguenti e conosciuto con il nome di Roggia Serio Grande.

### Alto Medioevo
Il periodo successivo alla dominazione romana vide la zona soggetta alle invasioni barbariche, con la popolazione costretta a rifugiarsi in postazioni più elevate su colli e propaggini circostanti, in quanto considerate più sicure dalle scorrerie, con conseguente abbandono dei centri abitati.
Nel corso del VI secolo si verificò l'arrivo dei Longobardi, popolazione che si radicò notevolmente sul territorio, influenzando a lungo gli usi degli abitanti: si consideri infatti che il diritto longobardo rimase “de facto” attivo nelle consuetudini della popolazione fino al XV secolo, così come può essere riscontrabile in alcuni cognomi (Gherardi e Roggeri su tutti) e toponimi come il Gromo del Gastaldo. Quest'ultimo, posto sul confine con Torre Boldone, starebbe ad indicare un luogo in cui venne sepolto un alto funzionario longobardo, in quanto gromo, indica un'altura, mentre il gastaldo era un'autorità che assumeva l'esercizio della sovranità giurisdizionale ed amministrativa.

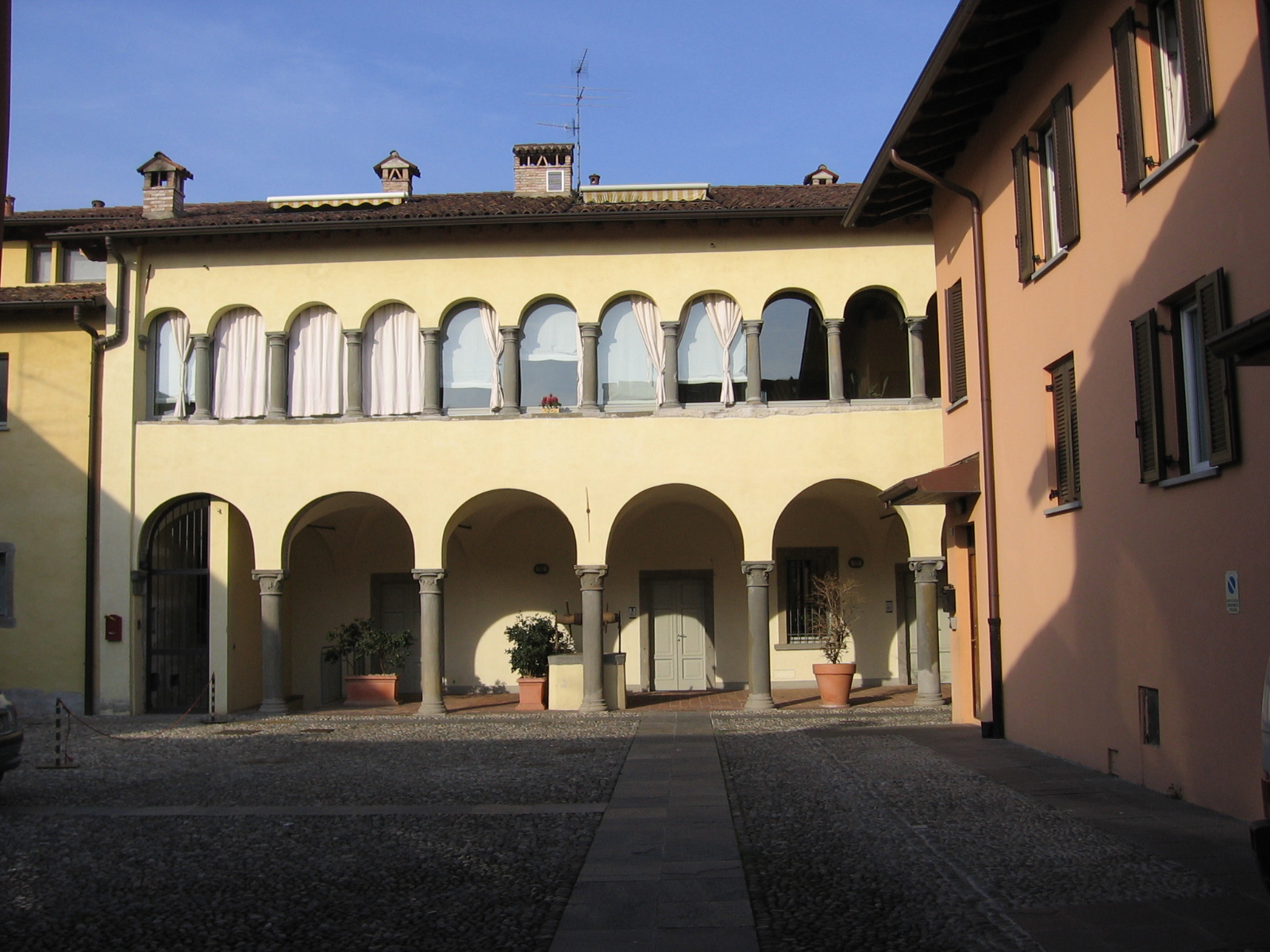
Il medievale castello

Nell'VIII secolo ai longobardi subentrarono i Franchi che, al contrario dei predecessori, rimasero estranei alla vita sociale e politica dei territori assoggettati, nei quali instaurarono un sistema feudale, inserito nell'ambito del Sacro Romano Impero. A tal riguardo nel 974 l'imperatore Ottone II investì Ambrogio I, Vescovo di Bergamo, del titolo di Signore delle terre della valle Seriana, sulle quali aveva giurisdizione in ambito civile, penale ed ecclesiastico. 
Anche i primi documenti in cui viene citato il nome del paese risalgono al X secolo: il primo, un contratto per la concessione temporanea di terre dal Vescovo a due abitanti di Bergamo, è datato 881 (indicato come primo anno di regno di Carlo il Grosso in Italia) e cita tale Andrea di Larianica. Di poco posteriori sono due atti che, stilati nell'898 (Berengario è da undici anni re d'Italia), vedono protagonista tale Roteperto de Larianica, estimatore incaricato dal Vescovo a valutare gli effetti di una permuta, citato poi anche in un altro documento del 905.
Di notevole importanza storica è inoltre la causa giudiziaria intentata nel 919 dal Vescovo nei confronti di due abitanti di Larianica, Odelcarda e Arioaldo, di chiara origine longobarda. Questi vennero infatti accusati di appropriazione e di utilizzo indebito di una vigna, e poi condannati in seguito ad un processo che, raccontato dettagliatamente, permette di comprendere molti aspetti della vita di allora.
Di poco antecedente (anno 910) è invece il testo in cui viene menzionato per la prima volta il toponimo di Blandagio, l'attuale Viandasso, citato anche come vico nel 985.
Erano anni in cui le varie popolazioni avevano dato vita ad un complesso processo di integrazione, con i Franchi che si affiancarono ai Longobardi, a loro volta precedentemente integratisi su popolazioni di derivazione gallica e latina.
Segni della presenza carolingia sono riscontrabili in alcuni capitelli rinvenuti presso Viandasso, ma anche in altri documenti in cui si citano alcuni residenti che vivevano nel borgo secondo la legge salica, codice adottato appunto dai Franchi. Anche l'origine del toponimo Borgosale è da ricondurre a questo periodo, come si evince dalla derivazione Burgo Salii, indicante presenze un nucleo con presenze saliche.

### Periodo comunale
Il periodo compreso tra il X e l'XI secolo vide il territorio al centro di un'opera di bonifica, con gran parte dei campi utilizzati per la coltivazione di alberi da frutto. 
È inoltre documentata la presenza di una seriola (anno 1080), probabilmente l'attuale Roggia Morlana, di una turritiola (1068) e delle comunalia, ovvero un insieme di regole volte a disciplinare la vita economica degli abitanti in una sorta di primordiale organizzazione comunale.
A questo si deve aggiungere l'esistenza di un castello nel centro dell'abitato, dotato di fossato, una torre, di murature consistenti e di ampio ambiente con volta a botte, appartenente alla popolazione ed utilizzato come riparo in caso di attacco.

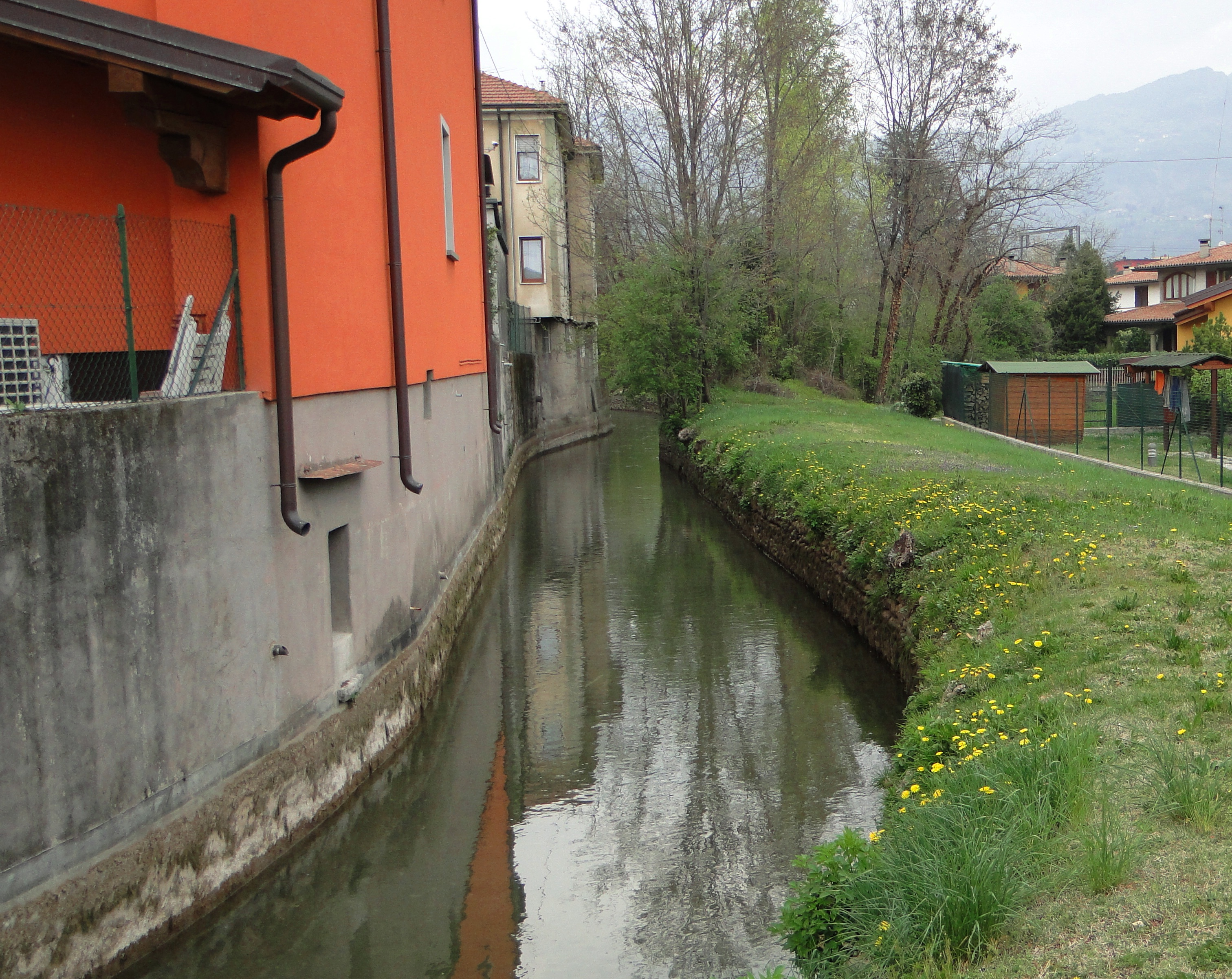
La roggia Morlana

Tutto ciò indica come il borgo si stesse sviluppando: la popolazione sentì quindi la necessità di dotarsi anche di un proprio edificio di culto, costruendo una cappelletta dedicata ai “santi Sette fratelli martiri”, subordinata alla Cattedrale di san Vincenzo in Bergamo. Questa, il cui nome compare per la prima volta nel 1260, venne in seguito ampliata, fino a diventare l'attuale chiesa parrocchiale.
Restando in ambito religioso, è da ricordare la presenza nel paese di un riformatore che, noto con il nome di prete Daniele, aderì al movimento della Pataria facendo proseliti tra gli abitanti e distinguendosi in ambito provinciale per le predicazioni. A tal riguardo pare che la zona in cui egli abitava, prese il nome dal movimento stesso venendo identificata come La Patta.
Ben presto però l'autorità vescovile cominciò a rivelarsi opprimente per i borghi che richiedevano una sempre maggiore autonomia: tra il XII ed il XIII secolo Laranica riuscì ad emanciparsi, redigendo quindi una serie di statuti ed ordinamenti ed ergendosi a comune autonomo posto sotto il controllo della città di Bergamo, che la inserì nella circoscrizione denominata “Facta della porta di San Lorenzo”.
Questa nuova condizione permise al comune di gestire in autonomia lo sfruttamento dei boschi e dei pascoli, di poter definire confini amministrativi e viabilità e di organizzare liberamente il culto. A questo si aggiunse anche l'utilizzo delle acque sia del fiume Serio che delle rogge presenti sul territorio: tra queste la roggia Serio Grande e la roggia Morlana, che nascevano più a monte e servivano i bisogni delle campagne limitrofe alla città di Bergamo, ma anche le rogge Guidana (fatta realizzare da Guido di Grumello) e Vescovada, tracciata da un consorzio guidato dal Vescovo di Bergamo. Il comune, come riportato dagli Statuti della città di Bergamo redatti nel 1265, era retto da un proprio console, eletto dai capifamiglia e scelto tra le personalità più importanti del paese ed adottò lo statuto della Valle Seriana.

### Le lotte di fazione: guelfi e ghibellini
Sul finire del Medioevo cominciarono a verificarsi attriti tra gli abitanti, divisi tra guelfi e ghibellini, che raggiunsero livelli di recrudescenza inauditi. Ranica venne a trovarsi tra i domini guelfi, tanto da essere vittima a più riprese degli attacchi ghibellini. Il primo fatto riportato dalle cronache risale al 20 maggio 1362 quando il nobile cavaliere Merino Dell'Olmo, nell'ambito della lega antiviscontea promossa da Egidio Albornoz, attaccò il castello di Viandasso con un'azione di guerra ben pianificata, lo bruciò, uccise il padrone, e continuò poi con altre fortificazioni della bergamasca. 

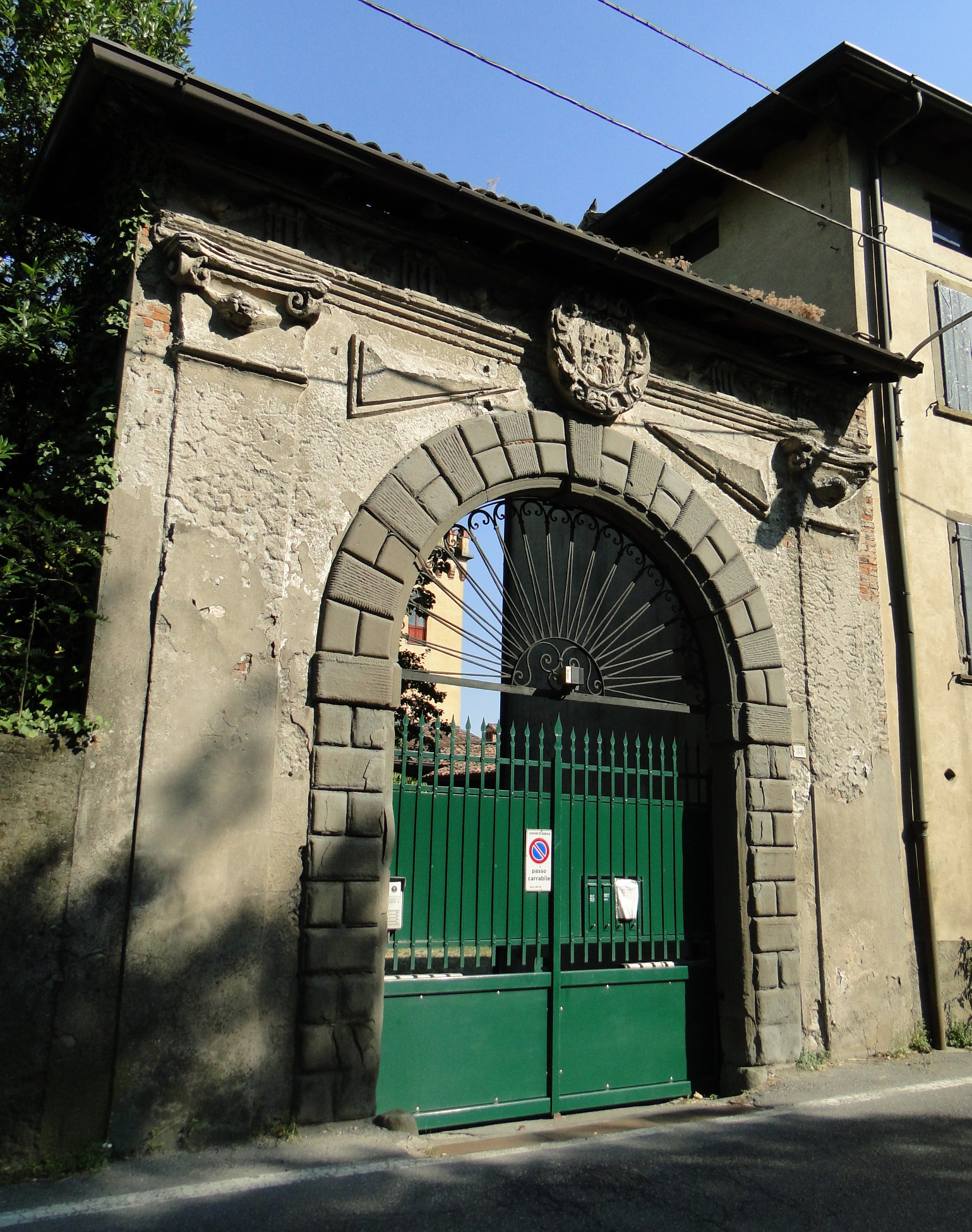
L'ingresso del complesso di Viandasso

La risposta viscontea non si fece attendere, tanto che Bernabò Visconti diede facoltà ad ogni ghibellino di uccidere un guelfo e di incendiarne le abitazioni. A Ranica le famiglie principalmente coinvolte erano i guelfi Tarussi ed i ghibellini De La Sale, che diedero vita a continue schermaglie in cui sovente venivano danneggiate case e coltivazioni della parte avversa, con momenti in cui queste sfociavano in tragedie, come l'uccisione di Antoniolo Tarussi, avvenuta il 25 giugno 1381, a cui fece seguito qualche mese più tardi, l'assassinio di Gerardo de la Sale.
L'apice tuttavia fu raggiunto nel 1380 con quello che è passato alla storia come il Sacco di Ranica. In un anno in cui in tutta la provincia erano stati registrati attacchi ed agguati con decine di morti, il 22 giugno il comandante Giovanni Lisca, fu inviato da Bernabò Visconti in quelle zone note come avamposti guelfi al fine di impartirvi una sonora lezione. In testa ad una truppa di circa 800 soldati, appoggiata da altri 400 guastatori, devastò il borgo bruciando abitazioni, campi e coltivazioni, depredando ciò che era possibile, lasciando dietro di sé una quantità imprecisata di morti e feriti, spostandosi poi nei giorni seguenti nei borghi di Plorzano (l'attuale Borgo santa Caterina in Bergamo) e Comenduno.
L'insostenibile situazione portò gli abitanti e le autorità locali a chiedere un impegno condiviso al fine di favorire la pacificazione: questo portò ad una tregua che, stipulata il 20 settembre 1392, ebbe tuttavia vita breve.
Nel frattempo la località di Biandasso (l'attuale Viandasso), aveva scelto di entrare nell'orbita amministrativa di Bergamo, mettendo a repentaglio l'esistenza dell'intero comune di Ranica, del quale territorialmente sarebbe restato poco. Tuttavia poco tempo dopo la “secessione” fu ricomposta, in seguito alla quale vennero ridefiniti i confini territoriali con i paesi vicini, che andarono ad assumere quella che è l'attuale configurazione.
Nuovi episodi si verificarono nel 1398 quando il capitano visconteo Giovanni Castiglioni da Lucca, l'8 febbraio attaccò e conquistò la fortezza di Biandasso, di proprietà della famiglia guelfa dei Tarussi. Otto giorni dopo però, durante un rifornimento al castello, si verificò un violento attacco guelfo che innescò una feroce battaglia che causò sei morti per parte, più numerosi prigionieri, alcuni dei quali furono condannati a morte ed uccisi cinque mesi più tardi, con i loro corpi esposti per più giorni come monito nel centro della città di Bergamo.
Il livello di recrudescenza pareva non diminuire, con guerriglie all'ordine del giorno delle quali spesso erano vittime i residenti guelfi. A tal riguardo è da annotare l'ennesima scorribanda ghibellina, perpetrata il 19 ottobre 1405 da Facino Cane e Gasparino Visconti con l'aiuto di numerosi esponenti della famiglia Suardi, nella quale vennero uccisi dieci guelfi tra Ranica e Torre Boldone, con devastazioni, ruberie e più di centro prigionieri.
Tutte queste situazioni, unite alle ondate epidemiche di peste del XIV secolo, portarono ad un abbandono delle attività agricole e decimarono la popolazione, che scese a nemmeno 100 unità sul finire del secolo.

### La Repubblica di Venezia

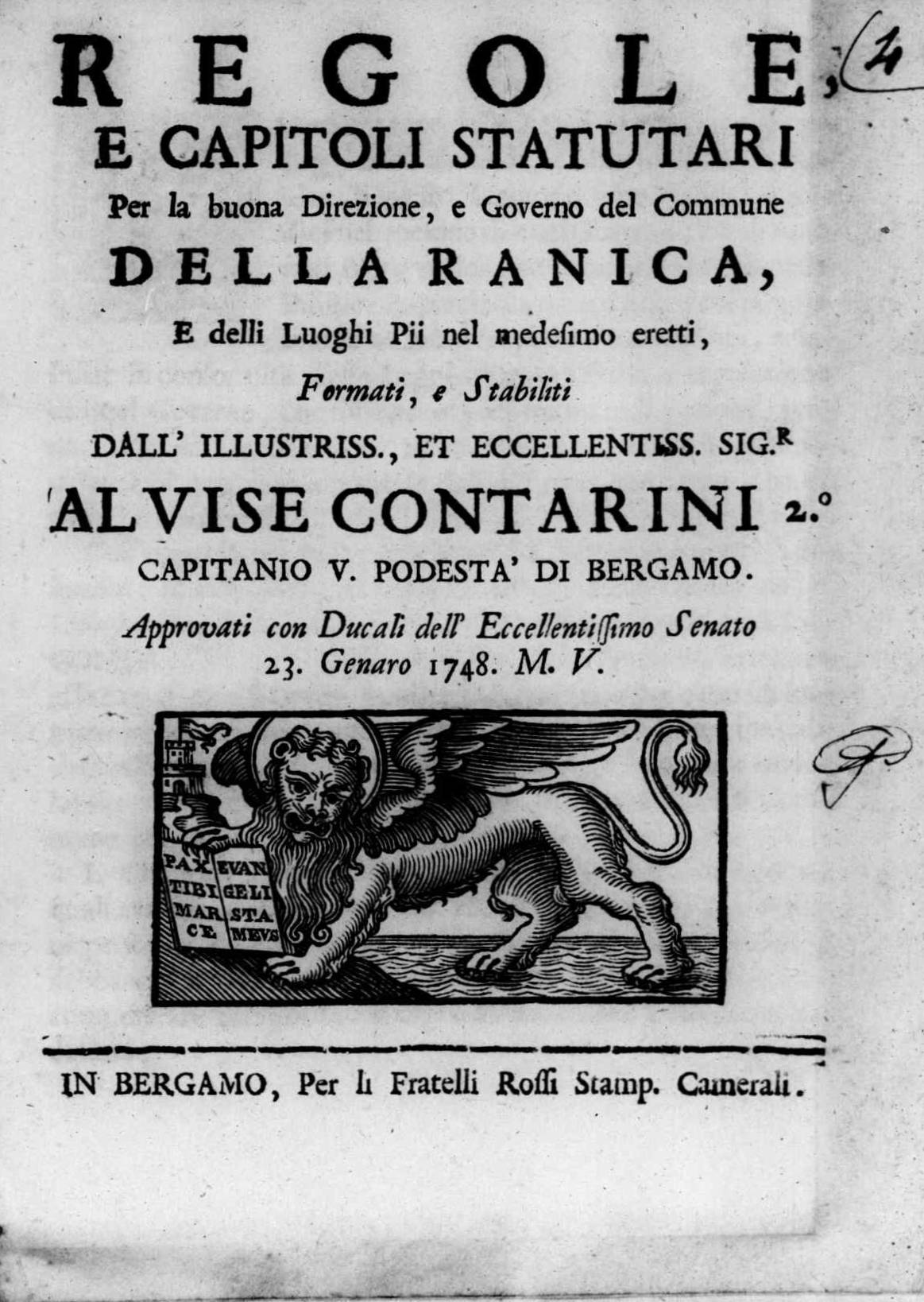
Regole e capitoli statutari per la buona Direzione e Governo del Comune della Ranica, 1749

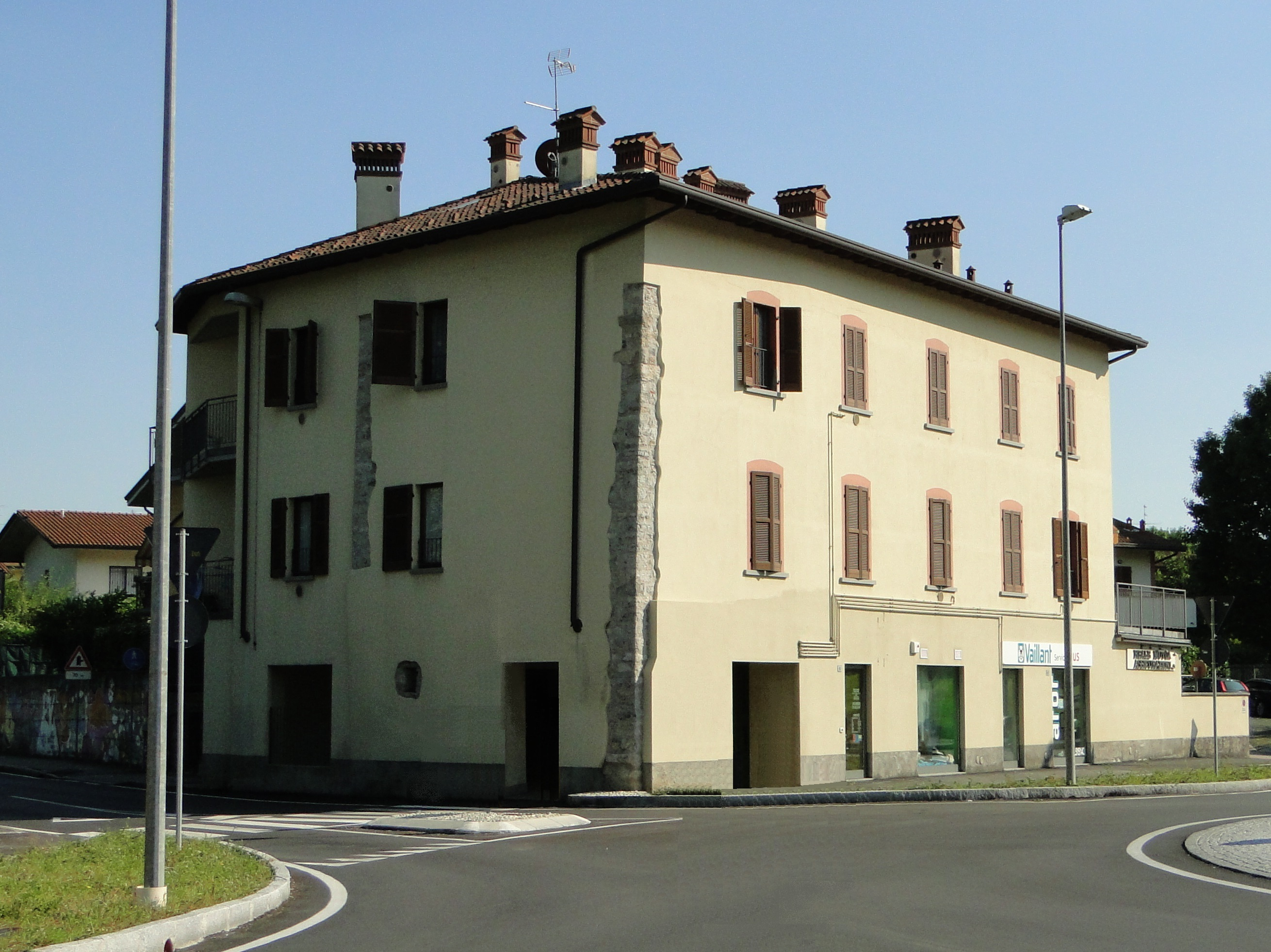
Villa Adelasio

Il nuovo secolo iniziò con le dispute per il controllo della zona tra Ducato di Milano e Repubblica di Venezia, con il paese decisamente schierato dalla parte dei veneti. La situazione si definì nel 1428, quando la Serenissima ebbe il sopravvento. Questa decise di eliminare tutte le fortificazioni, con le torri che furono utilizzate come abitazioni, dando il via ad un periodo di tranquillità in cui l'intera zona riprese a prosperare, anche grazie alla diminuzione della pressione fiscale ed alla maggiore autonomia. Si svilupparono ulteriormente i commerci e vi fu nuovo impulso per l'agricoltura, l'allevamento e la produzione ed il commercio della lana, situazione che favorì lo sviluppo della piccola imprenditoria tessile.
Nel frattempo la zona aveva acquisito discreta importanza anche a livello commerciale per via dell'esistenza di una strada, la cosiddetta via Mercatorum, che permetteva il passaggio di persone e merci dirette verso la val Brembana, in quei tempi difficilmente raggiungibile utilizzando gli impervi sentieri del fondovalle brembano. Questa strada lastricata si sviluppava dalla città di Bergamo e passando da Ranica in breve arrivava a Nembro ed Albino, da cui saliva fino all'altopiano di Selvino ed Aviatico, poi a Trafficanti (frazione di Costa Serina), ed infine a Serina.
Lo sviluppo proseguì anche nei successivi decenni, con la popolazione che, come riportato nella relazione del comandante veneto Giovanni Da Lezze, crebbe fino a raggiungere 452 unità nel 1596 e 740 della fine del XVIII secolo. Di queste, la quasi totalità svolgeva mansioni legate all'agricoltura, anche se cominciò a svilupparsi una nuova classe sociale benestante. La presenza di quest'ultima è testimoniata dalle numerose ville che sorsero sul territorio: su tutte le ville Adelasio, Lussana, Beretta, Morlacchi, Gamba e Donadoni.
Tuttavia la dominazione veneta era mal sopportata da parte della locale borghesia, tanto che qui si verificò una delle prime rimostranze contro i veneziani. Era il 1793 quando Giovanni Maria Gritti, console dell'attiguo comune di Nese organizzò, contro l'elevato prezzo delle farine, una protesta che coinvolse gli abitanti anesiati e ranichesi e che arrivò fino alle autorità della città. L'esito fu negativo, con i promotori imprigionati dal governo cittadino.

### Dall'avvento di Napoleone alla contemporaneità

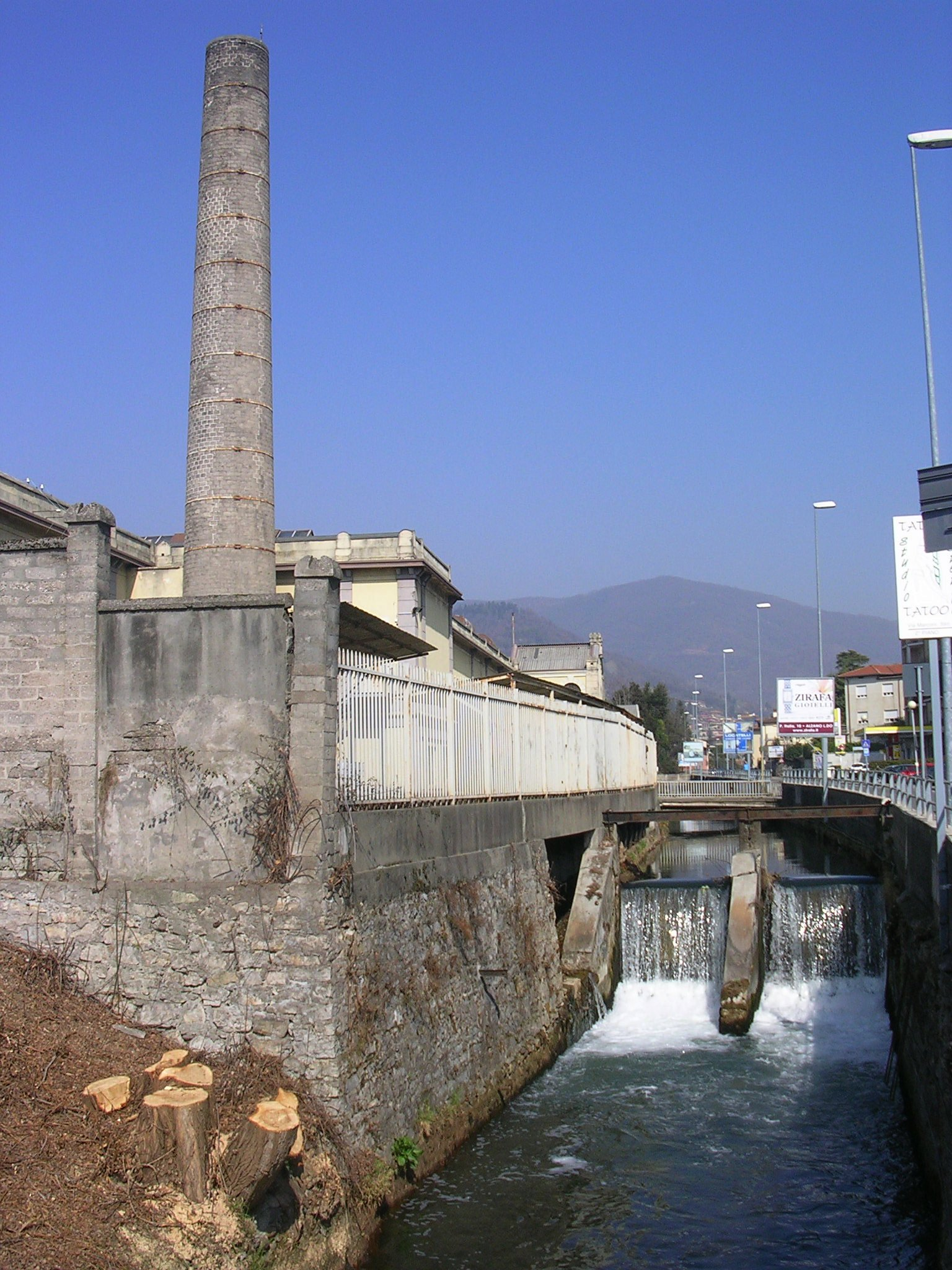
Gli stabilimenti Zopfi, con a fianco la roggia Serio, dove si svolsero gli scioperi del 1909

In ogni caso dopo soli quattro anni l'intera regione, in seguito al trattato di Campoformio, fu assoggettata alla napoleonica Repubblica Cispadana. Questa nel 1809, nell'ambito di un'ampia opera di riorganizzazione delle realtà comunali, aggregò amministrativamente Ranica alla città di Bergamo. Tuttavia nel 1816, in seguito al passaggio della zona all'austriaco Regno Lombardo-Veneto, Ranica riacquisì la propria autonomia amministrativa. 
In quegli anni la popolazione crebbe in modo considerevole, passando dai 651 abitanti del 1776 ai 920 del 1861, numero che continuò a crescere in modo costante.
Questo fenomeno si acutizzò ulteriormente a partire dal 1870, anno in cui Gioacchino Zopfi aprì un'azienda manifatturiera posta lungo la Roggia Serio Grande, sfruttandone la potenza idrica. Per capire l'importanza che questa ha avuto per il paese, si consideri che il simbolo di tale azienda, la ruota dentata, appare anche nello stemma comunale. Ma la Zopfi passò alla storia soprattutto per i fatti del 1909, quando si svolse il celebre sciopero di Ranica, un evento che vide i lavoratori mobilitarsi per la riassunzione di un collega licenziato e per il miglioramento delle condizioni lavorative. La protesta, durata quasi due mesi, attirò l'attenzione delle autorità e della stampa anche al di fuori della provincia: alla causa dei lavoratori, infatti, parteciparono personaggi di spicco come Nicolò Rezzara, il vescovo di Bergamo Giacomo Maria Radini Tedeschi e il futuro Papa Giovanni XXIII. 
Un ulteriore impulso all'economia locale venne dall'apertura sia della ferrovia della Valle Seriana, che dal 1884 permetteva il collegamento di merci e passeggeri da Bergamo a Clusone.
Tuttavia l'inizio del XX secolo, complice la crisi del 1929 e la successiva difficoltà dell'industria tessile, vide una notevole contrazione dell'occupazione con pesanti ripercussioni sull'emigrazione. Nella seconda parte del secolo il comune fu soggetto ad un tumultuoso sviluppo urbanistico, sociale ed economico. La popolazione difatti crebbe in modo esponenziale raggiungendo numeri inimmaginabili solo qualche decennio prima: al censimento del 1901 gli abitanti erano 1573, cifra quasi raddoppiata nel 1951, mentre un solo decennio dopo avevano raggiunto quota 3259. Il vero boom avvenne nei due decenni successivi, in seguito ad un'imponente cementificazione del territorio che fece lievitare i residenti a 4018 nel 1971 ed a 5262 nel 1981, con un conseguente snaturamento del territorio, ed unificazione in un unico nucleo abitativo delle differenti contrade fino ad allora separate.

### Simboli
Lo stemma e il gonfalone attuali furono commissionati allo studio araldico privato del conte Adriano Guelfi Camajani nel 1951 e approvati con delibera del consiglio comunale del 18 ottobre 1958. Vennero ufficialmente concessi con decreto del Presidente della Repubblica il 6 ottobre 1959.
Il gonfalone è un drappo partito di azzurro e di giallo.
La ruota d'oro volle essere un riconoscimento all'industria tessilie del territorio, in particolare al Cotonificio Zopfi, che ha caratterizzato la moderna Ranica grazie al suo importante ruolo nell'economia locale. Fu proprio questo euforico impulso di espansione industriale che contribuì, negli anni '50, all'idea di abbandonare l'emblema storico e optare per uno stemma che avesse un significato più contemporaneo.
Precedentemente allo stemma attuale, vi era un emblema raffigurante un rettile coronato rampante, che secondo la tradizione raffigurerebbe una sorta di salamandra particolarmente presente nel territorio collinare del paese, tanto che essa avrebbe ereditato il soprannome della "ranica". Tuttavia non è possibile stabilire con certezza la provenienza e il significato reale del blasone antico, poiché le sue tracce più antiche risalgono addirittura a delle raccolte araldiche del XVII secolo. 

## Monumenti e luoghi d'interesse

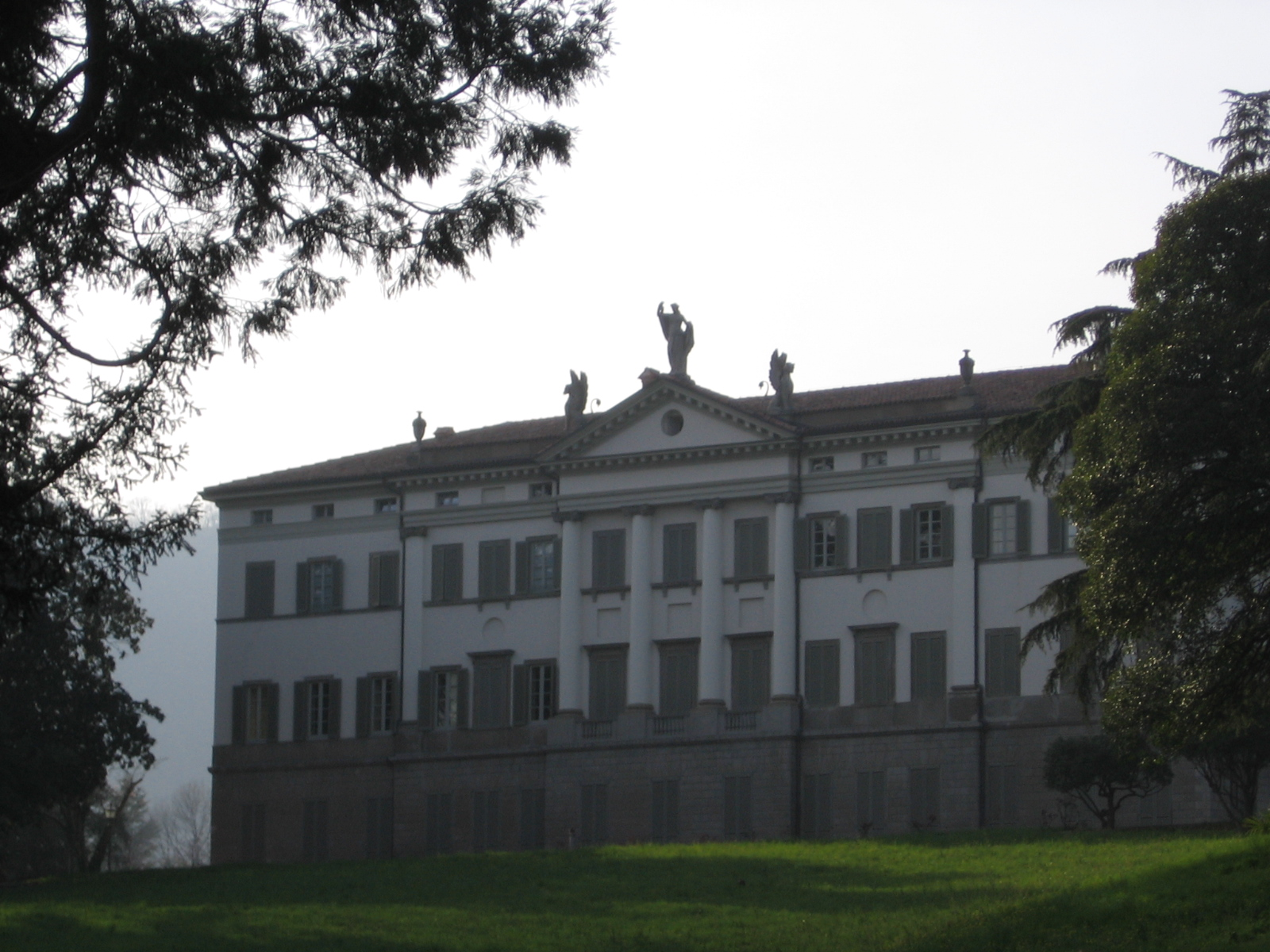
Villa Camozzi

Numerose sono le architetture civili e religiose che caratterizzano il territorio.
La più nota è senza dubbio la villa Camozzi, edificata in stile neoclassico tra il 1810 ed il 1815 dall'architetto Simone Elia. Inizialmente di proprietà della famiglia Camozzi, che vide tra i suoi componenti i patrioti Giambattista e Gabriele, verso la metà del XIX secolo fu un ritrovo di esponenti del risorgimento, tra cui anche Giuseppe Garibaldi. Dalle notevoli dimensioni, presenta una superficie coperta di 8.000 metri quadrati, suddivisa in numerose sale affrescate da artisti come Paolo Vincenzo Bonomini e la famiglia Salvatoni, con un parco pubblico, dotato di alberi secolari, vasto 60.000 metri quadrati. Dopo vari passaggi di proprietà, nel 1979 vi si insediò la sede dell'Istituto Mario Negri, centro di ricerca e degenza per le malattie rare.
Di notevole importanza è la villa Baldini in Viandasso che si presenta come struttura di cascina padronale, dotata di due corti interne separate, con giardino e distesi campi coltivati. Collocata nella piana alluvionale nei pressi del fiume Serio, in epoca romana fu un presidio di guardia, in quanto situata in zona strategica all'imbocco della val Seriana e presso un punto di guado sul fiume stesso. A partire dal XIII secolo fu dotata di sistema difensivo, di cui resta visibile la torre, e si trovò al centro di numerose dispute, anche sanguinose, che coinvolsero i proprietari di allora, la famiglia Tarussi. Dal XVIII secolo fu trasformata in casa di campagna, con masseria e stalle, attorno alla quale si svilupparono le colture dei cereali, della vite e della cipolla, grazie all'utilizzo della rogge (su tutte la Morlana) che passano nelle vicinanze. Nella seconda metà del XIX secolo venne acquisita dalla famiglia Baldini, che vi fece insediare anche una filanda. La struttura, al centro di un'opera di rivalutazione, ospita un asilo nido, un'associazione di falconieri ed un percorso didattico sull'antica coltivazione di frutti.

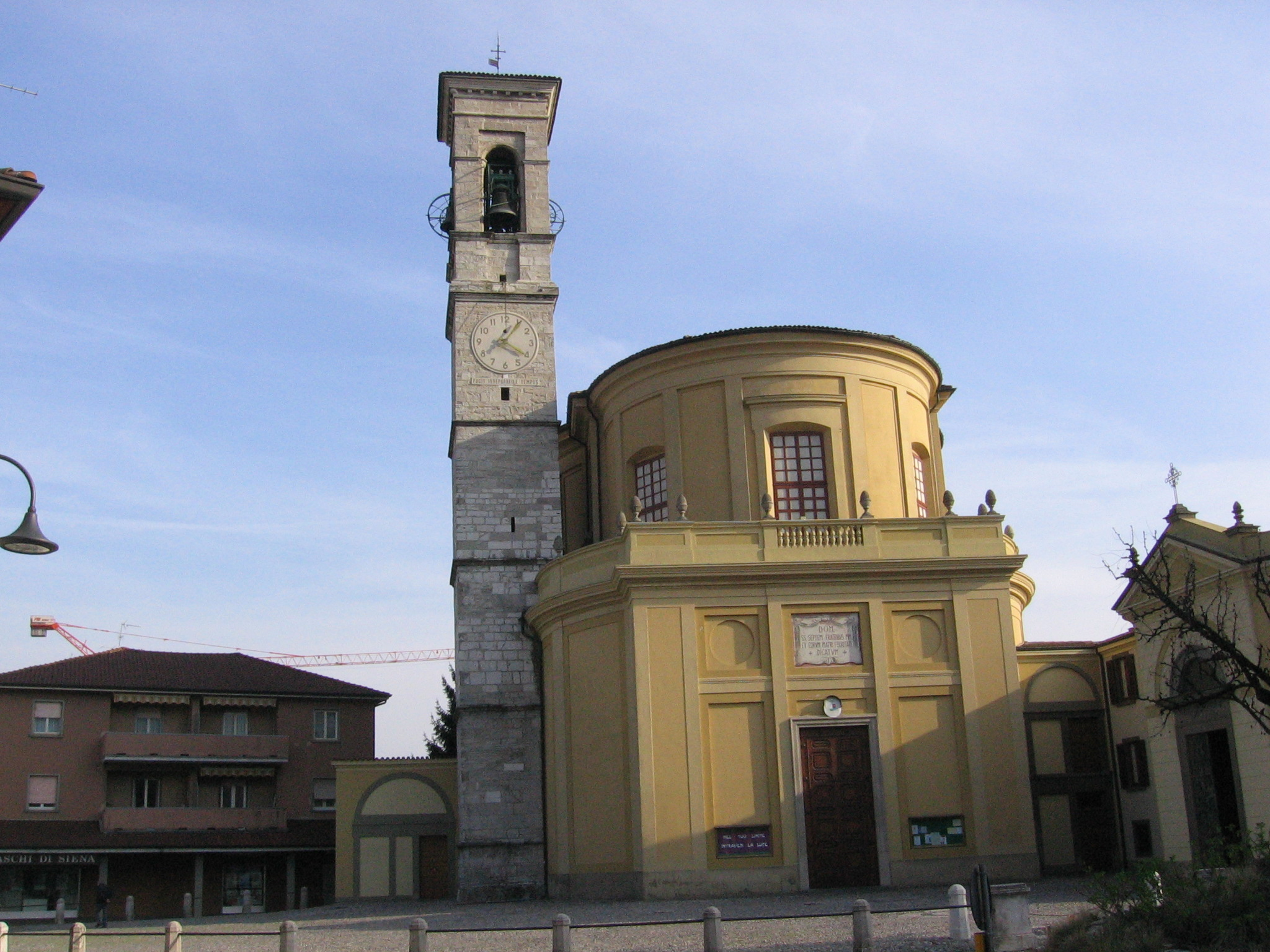
Chiesa parrocchiale, dedicata ai Santi Sette Fratelli Martiri

Interessanti sono anche villa Beretta, edificata nella seconda metà del XVII secolo in località Chignola e che presenta un parco attiguo alla struttura principale arricchita con affreschi e decorazioni, e villa Adelasio. Quest'ultima, situata a fianco della vecchia strada provinciale della valle, all'incrocio con la deviazione per Viandasso, venne costruita nel XIV secolo, epoca di cui sono visibili tratti di muratura e feritoie. Dopo l'epoca medievale venne riadattata a villa di campagna, prima riducendo l'altezza della torre poi, a partire dal XVIII secolo allungando la struttura e dotandola di affreschi e decorazioni.
In centro al paese, a fianco della chiesa parrocchiale, si trova villa Morlacchi, residenza borghese risalente al XVIII secolo. Dotata di un corpo principale affrescato dal Salvatoni, con due ali perpendicolari ed un brolo, nel XX secolo venne suddivisa in numerosi appartamenti privati, tra cui anche la sede del comando dei vigili.
In posizione più elevata, in località Botta, si trova l'edificio denominato Villalta, risalente alla seconda metà del XIX secolo. Dotato di una struttura con cinquanta stanze, nelle quali vi sono affreschi del Galvani, ed un parco con giardino all'italiana, fu proprietà del patriota Giuseppe Gamba. Nel 1960 venne ceduto alle Suore Sacramentine di Bergamo che lo adibirono a casa della spiritualità.
Storicamente rilevanti sono sia il Castello, situato nel centro del nucleo abitativo, che presenta caratteristiche derivanti dalla funzione difensiva ricoperta in epoca medievale, che il vecchio mulino in località La Patta che, datato 1179, sfruttava il corso della roggia Morlana ed era di proprietà dai canonici di Bergamo.
In ambito religioso, l'edificio principale è la chiesa parrocchiale, dedicata ai santi Sette Fratelli e alla loro madre santa Felicita. Edificato in luogo di una precedente struttura risalente al 1524, della quale rimane soltanto parte del campanile, fu portata a termine nel 1801 da Simone Elia, su progetto di Giacomo Caniana, nipote del più noto Giovan Battista. 

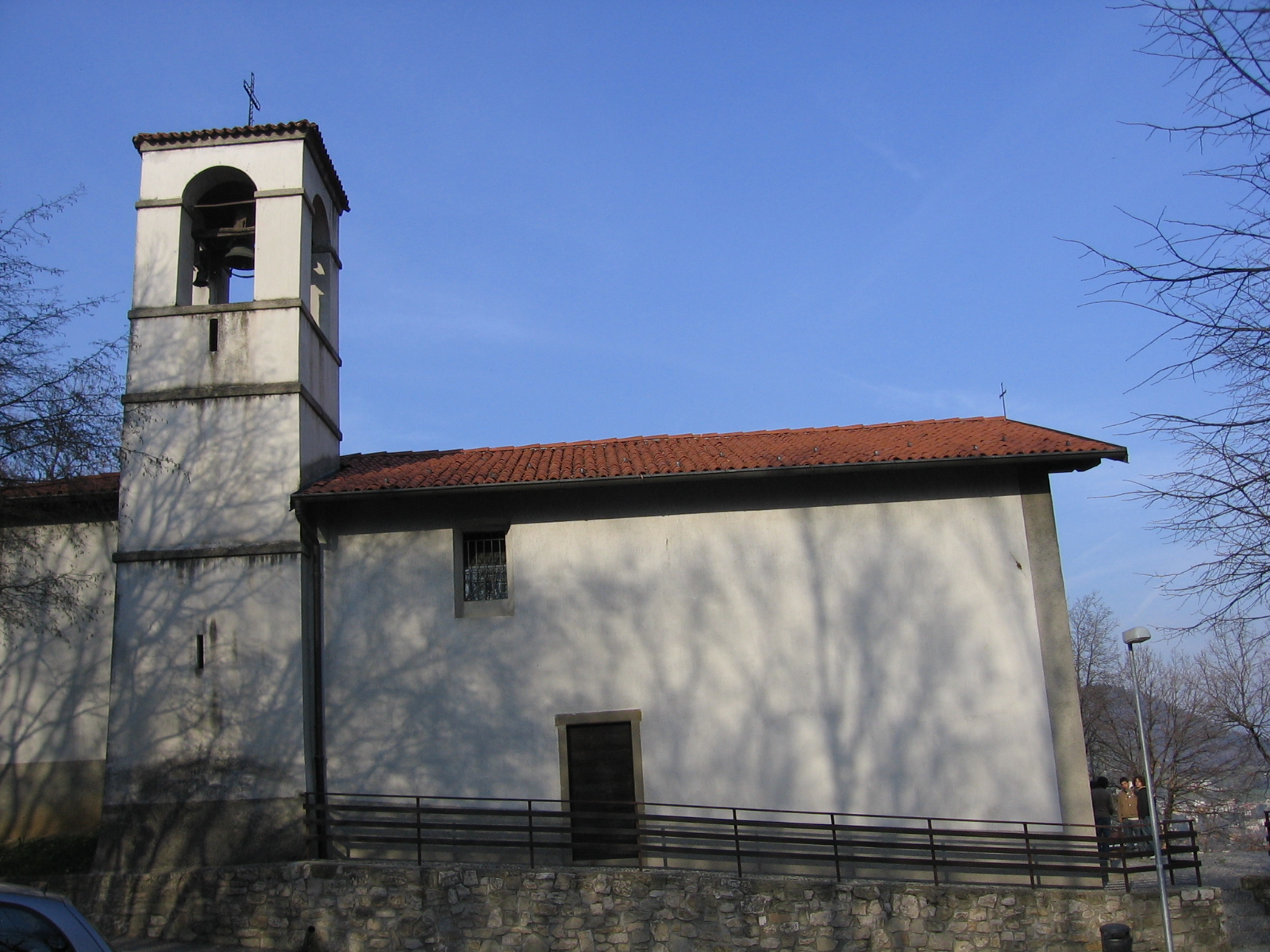
La piccola chiesa di San Rocco

Al proprio interno sono custodite opere di grande valore, tra cui gli affreschi di Francesco Comerio ed i dipinti di Giovan Battista Moroni (il Battesimo di Cristo ed il Cristo crocifisso con santi), di Gian Paolo Cavagna (la Deposizione), di Francesco Coghetti (Martirio dei sette fratelli martiri) e Carlo Ceresa (Madonna in coro additata da San Giovanni).
Storicamente antecedente alla parrocchiale vi è la chiesa della Madonna Addolorata, citata in documenti già nel 1334. Inizialmente sede di un Convento di Monaci benedettini Cluniacensi, dal 1489 ospitò la congregazione dei Frati Serviti, fino alla sua soppressione avvenuta nel 1660. Tra il XVIII ed il XX secolovenne sottoposto ad opera di restauro e trasformato in edificio residenziale.
Tra gli edifici religiosi, interessanti sono anche la chiesa di San Rocco al Colle, posta sulle pendici del colle di Ranica ed edificata nel XVII secolo, e quella coeva di san Dioniso, in località Viandasso.
A testimonianza dell'estrazione rurale del borgo vi sono inoltre numerose cascine, utilizzate a fini agricoli fino al secondo dopoguerra, specialmente in località Viandasso, nella piana che costeggia il fiume Serio e che accoglie il corso della roggia Morlana. Per tutelare queste realtà è stato istituito un PLIS denominato NaturalSerio, nel quale si sviluppa, in direzione nord, il tratto iniziale della ciclovia della Valle Seriana, molto utilizzata dalla popolazione nel tempo libero.
Numerosi inoltre sono gli itinerari che partono dal paese e che si sviluppano sul colle di Ranica. Il principale di questi è quello contrassegnato dal segnavia del CAI numero 532 e che si sviluppa dalla chiesa di San Rocco salendo fino alla località "Cà del latte", per raggiungere poi i borghi di Olera e Lonno.
Vi sono quindi passeggiate alla portata di tutti, con sentieri agibili sia per pedoni che per mountain-bike. 
La caratteristica di alcuni di essi è data dal fatto di passare a tergo di cascine adibite ad agriturismo, dove ci si può fermare a gustare le specialità eno-gastronomiche che la zona offre.

## Società

### Evoluzione demografica
Abitanti censiti

### Etnie e minoranze straniere
Gli stranieri residenti nel comune sono 273, ovvero il 4.5% della popolazione. Di seguito sono riportati i gruppi più consistenti:
1. Romania, 49
2. Albania, 37
3. Marocco, 35
4. Ucraina, 20
5. Bolivia, 15
6. Senegal, 14
7. Tunisia, 11
8. Perù, 6
9. Burkina Faso, 6
10. Iran, 6

## Infrastrutture e trasporti
Storicamente il paese fu servito dalla tranvia Bergamo-Albino, che operò fra il 1912 e il 1953, e dalla ferrovia della Val Seriana, funzionante fra il 1884 e il 1967. Fino al 1924 fu attiva una fermata, poi soppressa perché gli abitanti preferivano la tranvia e le autolinee che passavano per il centro abitato.
Dal 2009 sul sedime della ferrovia è in esercizio la nuova tranvia Bergamo-Albino, con una fermata a servizio del comune nei pressi di via della Conciliazione, a nord-est rispetto alla soppressa fermata ferroviaria.

## Amministrazione
| Periodo        | Periodo        | Primo cittadino     | Partito                                                            | Carica  | Note |
| -------------- | -------------- | ------------------- | ------------------------------------------------------------------ | ------- | ---- |
| 23 aprile 1995 | 13 giugno 2004 | Paola Magni Pievani | lista civica                                                       | Sindaco |      |
| 14 giugno 2004 | 7 giugno 2009  | Giuseppe Seminati   | lista civica                                                       | Sindaco |      |
| 8 giugno 2009  | 25 maggio 2014 | Paola Magni Pievani | Lista civica "Proposta per Ranica - un paese che guarda al futuro" | Sindaco |      |
| 26 maggio 2014 | 9 giugno 2024  | Mariagrazia Vergani | Lista civica "Proposta per Ranica - un paese che guarda al futuro" | Sindaco |      |
| 10 giugno 2024 | In carica      | Sergio Parma        | Lista civica "Proposta per Ranica - un paese che guarda al futuro" | Sindaco |      |